# Campionati europei di ginnastica artistica 2011 - Parallele simmetriche
La finale delle parallele simmetriche si è svolta il 10 aprile 2011, con inizio alle ore 14:35.

## Risultati
| Pos.    | Ginnasta             | Nazione     | Punteggio di partenza | Punteggio della giuria | Penalità | Totale |
| ------- | -------------------- | ----------- | --------------------- | ---------------------- | -------- | ------ |
| Oro     | Marcel Nguyen        | Germania    | 6,700                 | 8,825                  | -        | 15,525 |
| Argento | Epke Zonderland      | Paesi Bassi | 6,000                 | 9,300                  | -        | 15,300 |
| Bronzo  | Vasileios Tsolakidis | Grecia      | 6,000                 | 9,075                  | -        | 15,075 |
| 4       | Mykola Kuksenkov     | Ucraina     | 6,200                 | 8,850                  | -        | 15,050 |
| 5       | Pierre-Yves Bény     | Francia     | 6,000                 | 8,950                  | -        | 14,950 |
| 6       | Roman Kulesza        | Polonia     | 6,000                 | 8,850                  | -        | 14,850 |
| 7       | Maksim Devjatovskij  | Russia      | 6,100                 | 8,625                  | -        | 14,725 |
| 8       | Mitja Petkovšek      | Slovenia    | 4,600                 | 8,075                  | -        | 12,675 |